# نواصر (سيدي بوزيد الركراكي)
نواصر هي إحدى مشيخات المملكة المغربية، تتبع جغرافيا لإقليم شيشاوة وإداريًا لسيدي بوزيد الركراكي. يقدر عدد سكانها بـ 9348 نسمة حسب الإحصاء الرسمي للسكان والسكنى لسنة 2004.